# 名古屋市の土地区画整理事業一覧

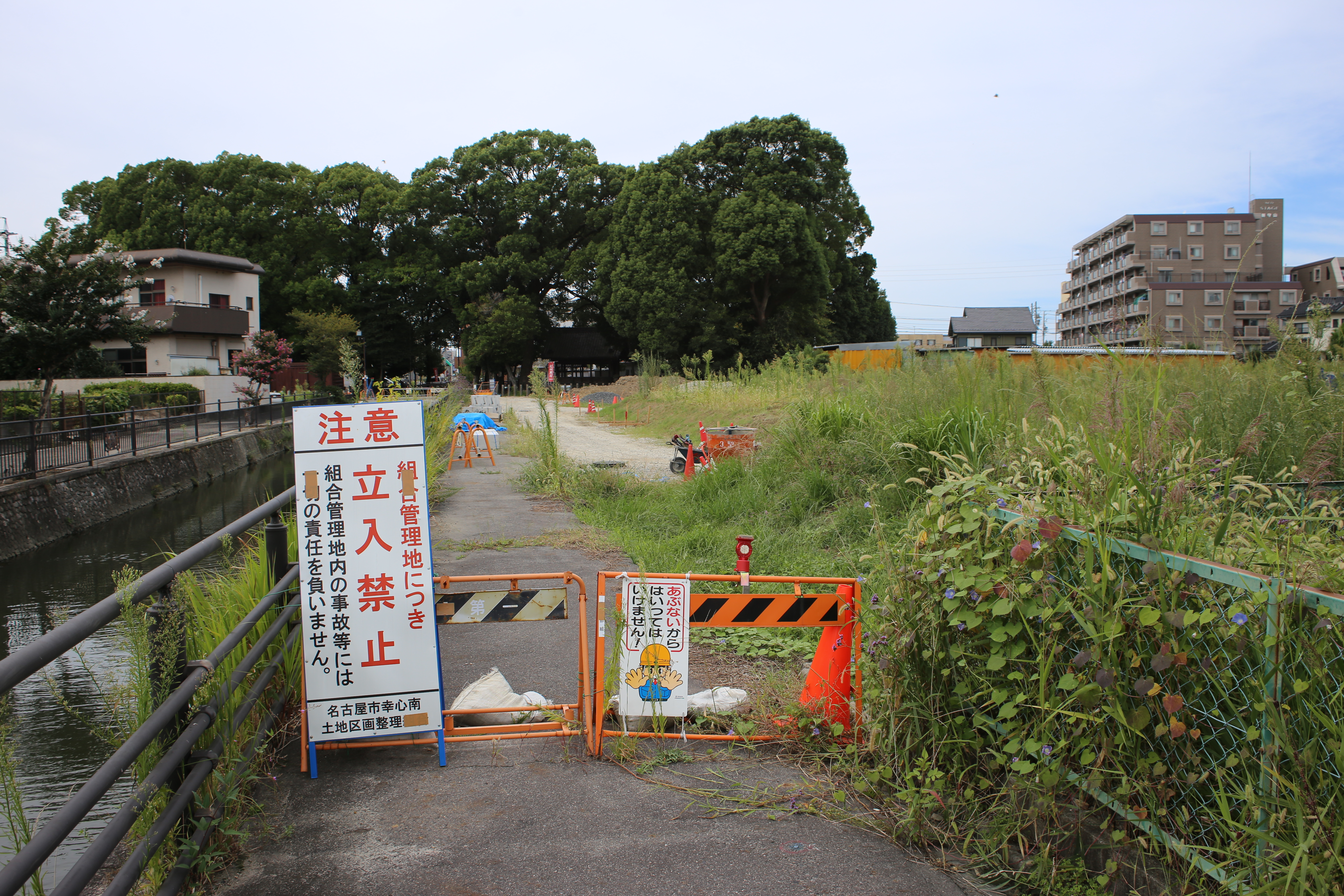
土地区画整理事業実施地の様子（幸心南土地区画整理事業、2017年9月）

名古屋市の土地区画整理事業一覧（なごやしのとちくかくせいりじぎょういちらん）は、名古屋市内で実施中、また実施された土地区画整理事業の一覧である。

## 概要
名古屋は戦前期から内務省都市計画地方委員会名古屋のスタッフは黒谷了太郎 石川栄耀 狩野力 根岸情治 長崎敏音 野間守人ら、戦後は田淵寿郎らによって土地区画整理事業を積極的に実施。平和公園は、戦災復興都市計画に於ける区画整理によって、100メートル道路など道路建設とともにもう一つの重点とされ生み出された。名古屋市中区の總見寺は、信長公廟以外の墓地はこのときの区画整理により平和公園へ移動したものである。東区筒井の建中寺も、第二次大戦後の区画整理などにより、現在では境内の規模は建造当時よりも縮小している。
名古屋市守山区上志段味地区にある志段味古墳群は、戦後開発に伴う区画整理で多くが失われてしまう。1937年（昭和12年）名古屋市港区となった小碓村地区は、戦後の区画整理で、名古屋港開発のために埋め立てられた地域も存在する。天白村は名古屋市編入後に昭和区天白町となり、1961年頃から土地区画整理組合が設立され、急速に開発が進み、1975年に天白区が新設される。
一方で日置城樹林地は昭和20年（1945年）3月の空襲で焼かれ、復興区画整理事業でも売却されることなく、市の保留地となっていた。2002年（平成14年）秋、名古屋市が伐採と土地売却を計画したが、地元住民の反対によって中止されている。

山田地区は名古屋市合併以降、環状二号線などの道路建設や名古屋市営地下鉄鶴舞線の延伸と名鉄犬山線との相互乗り入れ開始などに伴う急激な都市化の進展で人口増加を見込み、土地区画整理事業を実施。
緑区大高町字池之内に位置する南大高駅周辺は1995年（平成7年）より区画整理が行われている地域で、大型ショッピングセンターも進出している。
守山区でも2001年（平成13年）名古屋ガイドウェイバスゆとりーとライン開通とともに、竜泉寺街道の拡幅とともに土地区画整理などの大型開発が進んでいる。
名東区牧の里は特に1977年以降の高針南部土地区画整理組合が高針・牧の里地区で宅地造成を図った。中志段味土地区画整理・大規模集合保留地（予定地）における開発事業（名古屋市守山区中志段味特定土地区画整理組合）では設計競技を実施している。名鉄瀬戸線沿線は周辺の土地区画整理事業の進捗とあいまって、1983年（昭和58年）に森下駅 - 矢田駅間が高架化された。
港区春田野のジャスコシティ南陽（現・イオン南陽店）約1km南方に、名古屋市都市開発事業の茶屋新田地区土地区画整理事業が実施されている。イオンモール名古屋茶屋が、名古屋市都市開発事業の茶屋新田地区土地区画整理事業における誘致にて2014年6月開業した。
イオン大高ショッピングセンター（現・イオンモール大高）はイオン株式会社が名古屋市緑区の大高南特定土地区画整理事業地を借用して山﨑建設が建設施工し、2008年3月25日に名古屋市を建築物オーナー、イオン株式会社のSC事業部を開発事業者としてグランドオープンしている。名古屋市守山区中志段味特定土地区画整理事業の中核施設として、ユニーが2012年頃オープン予定であったが中止され、同地区内にスーパーマーケットバローが開業したほか、コストコが開業した。
ガーデンふ頭東地区再開発事業の名古屋港イタリア村は、土地活用モデル大賞を受賞したが、その後経営破綻している。

## おもな実施事業
| 事業名                           | 施行者       | 所在地                                                                                         | 実施年                                               | 備考                                     |
| -------------------------------- | ------------ | ---------------------------------------------------------------------------------------------- | ---------------------------------------------------- | ---------------------------------------- |
| 大高南特定土地区画整理事業       | 組合施行     | 緑区                                                                                           | 2017年（平成29年） - 1995年（平成7年）               | 2008年イオン大高ショッピングセンター開業 |
| 茶屋新田地区土地区画整理事業     | 組合施行     | 港区                                                                                           | 2008年（平成20年）開始                               | 2014年イオンモール名古屋茶屋開業         |
| 山田地区土地区画整理事業         |              | 西区                                                                                           |                                                      |                                          |
| 高針南部土地区画整理             | 組合施行     | 名東区                                                                                         | 1985年（昭和60年） - 1971年（昭和46年）              | 高針・牧の里地区宅地造成                 |
| 定納山土地区画整理事業           | 組合施行     | 緑区大高町字定納山                                                                             | 2014年（平成26年）3月14日 - 1995年（平成7年）1月12日 |                                          |
| 鳴海中部土地区画整理             | 組合施行     | 緑区鹿山                                                                                       | 1973年（昭和48年） - 1960年（昭和35年）              |                                          |
| 鳴海南部土地区画整理             | 組合施行     | 緑区青山、天白区平針台・平針                                                                   | 1981年（昭和56年） - 1968年（昭和43年）              |                                          |
| 神ノ倉東部土地区画整理           | 組合施行     | 緑区神の倉・西神の倉・東神の倉・鳴海町字神の倉・天白ほか                                       | 2008年（平成20年） - 1985年（昭和60年）              |                                          |
| 大高緑地西土地区画整理           | 組合施行     | 緑区青山ほか                                                                                   | 2005年（平成17年） - 1993年（平成5年）               |                                          |
| 赤松北部土地区画整理             | 組合施行     | 緑区東神の倉、赤松、神の倉、藤塚、白土                                                         | 2006年（平成18年） - 1998年（平成10年）              |                                          |
| 赤松土地区画整理事業             | 組合施行     | 緑区鳴海町                                                                                     | 2008年（平成20年） - 1987年（昭和62年）              |                                          |
| 徳重西部土地区画整理事業         |              | 緑区鳴海町、鶴が沢、兵庫ほか                                                                   |                                                      |                                          |
| 徳重北部土地区画整理事業         | 組合施行     | 緑区鳴海町字徳重                                                                               | 1994年（平成6年）開始                                |                                          |
| 諸ノ木南部土地区画整理事業       | 組合施行     | 緑区鳴海町字諸ノ木                                                                             | 1995年（平成7年）開始                                |                                          |
| 水広下土地区画整理事業           | 組合施行     | 緑区鳴海町字大清水字水広下                                                                     | 2016年（平成28年） - 1990年（平成2年）               |                                          |
| 八ツ松土地区画整理事業           | 組合施行     | 緑区鳴海町字八ツ松及び大清水                                                                   | 2011年（平成23年） - 1995年（平成7年）               |                                          |
| 桶狭間中部土地区画整理事業       | 組合施行     | 緑区有松町大字桶狭間                                                                           | 2012年（平成24年） - 1990年（平成2年）               |                                          |
| 清水山土地区画整理事業           | 組合施行     | 緑区有松町大字桶狭間                                                                           | 2011年（平成23年） - 1989年（平成元年）              |                                          |
| 荒池土地区画整理事業             | 組合施行     | 天白区天白町                                                                                   | 2010年（平成22年） - 1991年（平成3年）               |                                          |
| 荒池北土地区画整理事業           | 組合施行     | 天白区荒池                                                                                     | 2012年（平成24年） - 1990年（平成2年）               |                                          |
| 植田南部土地区画整理             | 組合施行     | 天白区植田、井口、植田南                                                                       | 1989年（平成元年） - 1970年（昭和45年）              |                                          |
| 吉根特定土地区画整理事業         | 組合施行     | 守山区桔梗平、吉根、吉根南、笹ヶ根、鼓が丘、花咲台、日の後、平池東、深沢、百合が丘、泉が丘ほか | 2008年（平成20年） - 1984年（昭和59年）              |                                          |
| 上志段味特定土地区画整理事業     | 組合施行     | 守山区上志段味                                                                                 | 1993年（平成5年）開始                                |                                          |
| 中志段味特定土地区画整理事業     | 組合施行     | 守山区中志段味                                                                                 | 1995年（平成7年）開始                                |                                          |
| 下志段味特定土地区画整理事業     | 組合施行     | 守山区下志段味                                                                                 | 1992年（平成4年）開始                                |                                          |
| 新家特定土地区画整理事業         | 組合施行     | 中川区新家                                                                                     | 2002年（平成14年） - 1992年（平成4年）               |                                          |
| 戸田土地区画整理事業             | 組合施行     | 中川区富田町                                                                                   | 2010年（平成22年） - 1995年（平成7年）               |                                          |
| 江松中部土地区画整理事業         | 組合施行     | 中川区江松                                                                                     | 2002年（平成14年） - 1995年（平成7年）               |                                          |
| 荒田土地区画整理事業             | 組合施行     | 高針荒田                                                                                       | 2012年（平成24年） - 1999年（平成11年）              |                                          |
| 高針北部土地区画整理             | 組合施行     | 名東区神里、野間町、陸前町、高針、勢子坊、高針台、極楽、高針荒田                               | 1986年（昭和61年） - 1969年（昭和44年）              |                                          |
| 猪高西山土地区画整理             |              | 名東区植園町、扇町、神丘町、代万町、にじが丘、西里町、西山本通、名東本通、名東本町             | 1961年（昭和36年）- 1956年（昭和31年）               |                                          |
| 猪子石地区土地区画整理事業       |              | 名東1、名東区香坂、神月町、引山、延珠町、香流、香南、平和が丘、八前、よもぎ台、社台ほか        |                                                      |                                          |
| 猪子石土地区画整理               |              | 名東3、名東区若葉台、上菅、社口、文教台、猪高台、丁田町、藤森                                  |                                                      |                                          |
| 梅森坂東土地区画整理事業         | 組合施行     | 名東区梅森坂                                                                                   | 2012年（平成24年） - 1989年（平成元年）              |                                          |
| 八事土地区画整理                 |              | 千種区萩岡町、不老町                                                                           |                                                      |                                          |
| 名古屋鍋屋上野土地区画整理       |              | 千種区鍋屋上野町                                                                               |                                                      |                                          |
| ささしまライブ24土地区画整理事業 | 名古屋市施行 | 中村区平池町他、中川区運河町他                                                                 |                                                      |                                          |
| 名古屋木材市場株式会社経営地     |              | 港区木場町                                                                                     |                                                      |                                          |
| 彌富土地区画整理事業             |              | 瑞穂区岳見町、弥富ヶ丘町、日向町、八勝通、中根町                                               |                                                      |                                          |

- 名古屋市昭和土地区画整理事業

港区。1931年（昭和6年）4月10日設立認可。旧法による区画整理事業かつ個人施行の事業として開始されたものの、小作争議による困難、軍需工場として売却した部分を地区除外した結果、事業が長期間に及び、昭和40年代に至ってようやく事業再開がなされたという。事業の進展により、名古屋市立港南中学校・愛知県営港南住宅・名古屋市営東稲永荘・同北稲永荘・同新稲永荘の各公営住宅の誘致に成功している。施行地区面積は585,729.97平方メートル。
- 名古屋市大同製鋼土地区画整理事業

南区。1937年（昭和12年）に当地に設立された大同製鋼（当時、のち大同特殊鋼）星崎工場の拡張のため、旧法による個人（大同製鋼株式会社）施行の区画整理事業として開始された。1941年（昭和16年）1月10日設立認可。1949年（昭和24年）11月5日換地処分、1963年（昭和38年）5月14日事業終了。面積は366,138.51平方メートル。
- 名古屋市高杉土地区画整理組合

中川区。1954年（昭和29年）公布された土地区画整理法（新法）が適用された名古屋市域における第1号の事業。1957年（昭和32年）3月22日組合設立認可。当初計画では6年で事業を完了する予定であったが、途中伊勢湾台風により、23年もの事業期間を経ることとなった。換地処分告示は1980年（昭和55年）7月19日、組合解散は同年11月6日。面積は116,521平方メートル。
- 名古屋市烏森土地区画整理組合

中村区沖田町を中心として事業が進められた。1958年（昭和33年）10月20日組合設立認可。1966年（昭和41年）1月25日換地処分、同年8月3日解散。
- 名古屋市稲葉地西部土地区画整理組合

中村区。将来の交通量増大を予想し、事業が企画された。1958年（昭和33年）10月20日組合設立認可。事業により名古屋市立稲西小学校・名古屋市営バス稲西営業所が誘致された。1965年（昭和40年）9月28日換地処分、1967年（昭和42年）5月26日解散。面積126,688.03平方メートル。
- 名古屋市岩塚土地区画整理組合

中村区。
- 岩塚
- 忠道[3]

- 名古屋市大野木土地区画整理組合

西区。事業以前の区域内は大半が自作農による農地であり、1953年（昭和28年）頃に用排水路の整備を目的とした山西土地改良区が設立され、耕地整理による農地改良を行う計画が練られていたが、1955年（昭和30年）に区域が属していた山田村が名古屋市に吸収されるに至ったため、1960年（昭和35年）に宅地整備を主目的とした区画整理組合を設立したものである。事業としては、隣接する上小田井土地整理組合と協働し、両事業地の境界付近の五町公園敷地を確保するなどの特徴を有するという。1972年（昭和47年）9月27日換地処分公告、翌年5月4日組合解散。
- 名古屋市上小田井土地区画整理組合

西区。1955年（昭和30年）10月の山田村の名古屋市編入により、純農村地帯であった当地がにわかに宅地化しており、無秩序な市街地化を憂慮して、1960年（昭和35年）に至って組合設立として結実したものである。区域内の従来の集落を除外せず、これを含めたために大量の家屋移転を伴った。また、前述の大野木土地区画整理組合と協議し、五町公園を整備している。1975年（昭和50年）10月14日換地処分、1977年（昭和52年）3月30日組合解散。
- 八事南部[3]
- 東山東部[3]
- 新池東[3]
- 荒子第二[3]
- 山下第一[3]
- 鳴海中部[3]
- 大廻間[3]
- 岩塚東部[3]
- 明豊[3]
- 大廻間南部[3]
- 下八事[3]
- 烏森南部[3]
- 島田[3]
- 名古屋市比良土地区画整理組合

西区。無秩序の市街地化を防止する目的で、1962年（昭和37年）に組合が設立された。区域内には名古屋環状2号線が、幅員25メートルの都市計画道路として企画されており、この事業に伴い13軒の家屋移転が必要であった。この負担に際して、名古屋市に助成を求めたことをきっかけに助成金制度が制定されることとなったという。整理事業としては、名古屋市立比良西小学校・名古屋市立比良西保育園・名古屋市営清里荘などの誘致に成功したものの、宅地化の速度は鈍かったという。1981年（昭和56年）1月10日換地処分、同年12月2日組合解散。
- 星崎[3]
- 小碓西部[3]
- 城山[3]
- 七反田[3]
- 西一社[3]
- 猪子石[3]
- 中小田井[3]
- 笠寺東部[3]
- 荒子第三[3]
- 呼続東部[3]
- 東山公園前[3]
- 中小田井第二[3]
- 汁谷[3]
- 梅森坂[3]
- 鳴海西部[3]
- 本鳴尾[3]
- 烏森東部[3]
- 汐見ケ丘[3]
- 瓶ノ井[3]
- 高針[3]
- 本星崎東部[3]
- 野並[3]
- 平田[3]
- 中根南部[3]
- 平和ケ丘南部[3]
- 鳴海北部[3]
- 山下中部[3]
- 平和ケ丘[3]
- 如意[3]
- 東上郷[3]
- 東前田[3]
- 打出[3]
- 上社[3]
- 植田山[3]
- 野田[3]
- 大針[3]
- 高畑[3]
- 中郷[3]
- 西之杁[3]
- 藤森東部[3]
- 野並中部[3]
- 野並東部[3]
- 法華[3]
- 蓮池[3]
- 藤森南部[3]
- 喜惣治[3]
- 大蒲[3]
- 町田[3]
- 極楽[3]
- 上八事[3]
- 星ヶ丘東部[3]
- 六条[3]
- 大森[3]
- 篠ノ風[3]
- 浜新開第二[3]
- セト山[3]
- 荒子西部[3]
- 春田[3]
- 天白[3]
- 平針原[3]
- 名古屋市米ヶ瀬土地区画整理組合

北区。地区の大半が農耕地であったものの、昭和30年代には耕作放棄地と化し、昭和40年頃には家屋が点在するようになったため、1967年（昭和42年）9月29日に組合が設立されるに至った。資金難のため、守山下水処理場を誘致したことを特徴として挙げている。
- 鳴海東丘[3]
- 一本松[3]
- 向ノ山[3]
- 植田西部[3]
- 前山[3]
- 黒石[3]
- 八田東部[3]
- 万町[3]
- 宝神[3]
- 曽根田[3]
- 鳴海南部[3]
- 中小田井第三[3]
- 鳴海大根[3]
- 横井[3]
- 当知[3]
- 高針北部[3]
- 桃山[3]
- 相生南部[3]
- 表山[3]
- 植田南部[3]
- 鳴海黒石[3]
- 神ノ倉[3]
- 上螺貝[3]
- 上野[3]
- 平針[3]
- 万場川西[3]
- 東一社[3]
- 中島新町西部[3]
- 松井[3]
- 菅田南部[3]
- 下之一色大蟷螂[3]
- 岩塚南部[3]
- 高針南部[3]
- 鳴海嫁ヶ茶屋[3]
- 中須[3]
- 伏屋[3]
- 服部[3]
- 緑黒石[3]
- 藤森西部[3]
- 平針中央[3]
- 助光[3]
- 緑ヶ丘[3]
- 小本西[3]
- 植田中央[3]
- 福田[3]
- 宝神北部[3]
- 包里[3]
- 相生東部[3]
- 左京山[3]
- 徳重南部[3]
- 西山南部[3]
- 弥生ヶ丘[3]
- 下田[3]
- 供米田[3]
- 西前田[3]
- 植田北部[3]
- 神宮寺[3]
- 旭[3]
- 菅田[3]
- 滝ノ水[3]
- 平手南部[3]
- 大高[3]
- 森孝新田白山[3]
- 横吹[3]
- 鳴海姥子山[3]
- 坊主山[3]
- 春田野[3]
- 万場川東[3]
- 高針東部[3]
- 松下[3]
- 平手北部[3]
- 桶狭間北部[3]
- 藤塚[3]
- 徳重中部[3]
- 桶狭間南部[3]
- 篠の風第二[3]
- 島田東部[3]
- 吉根[3]
- 神ノ倉東部[3]
- 諸ノ木北部[3]
- 桶狭間北部第二[3]
- 南ケ丘[3]
- 赤松[3]
- 高針原[3]
- 江松北部[3]
- 鳴海ケ丘[3]
- 清水山[3]
- 梅森坂東[3]
- 荒池北[3]
- 榎津[3]
- 水広下[3]
- 猪子石原[3]
- 桶狭間中部[3]
- 荒池[3]
- 新家[3]
- 大根山[3]
- 下志段味[3]
- 大高緑地西[3]
- 御膳洞[3]
- 上志段味[3]
- 大高中部[3]
- 長須賀[3]
- 徳重北部[3]
- 定納山[3]
- 森下[3]
- 八ツ松[3]
- 大高南[3]
- 諸ノ木南部[3]
- 江松中部[3]
- 戸田[3]
- 中志段味特定土地区画整理事業

守山区。1995年（平成7年）組合設立認可。2017年（平成29年）度までに事業を完了する予定であったにもかかわらず、その前年度までの進捗率が43パーセントと低調であることが明らかになっており、市の支援により事業再建が図られている。
- 初日[3]
- 赤松北部[3]
- 荒田[3]
- 鳴海地区[3]
- 那古野一丁目[3]
- 大高下瀬木[3]
- 茶屋新田[3]
- 土原[3]
- 明願[3]
- 徳重東部[3]
- 桶狭間北西部[3]
- 千音寺[3]
- 大高赤塚[3]
- 徳重東部第二[3]
- 幸心南[3]

守山区幸心一丁目。
- 大高瀬木南[3]
- 大曽根地区[25]
- 新出来地区[25]
- 大曽根北地区[25]
- 筒井地区[25]
- 葵地区[25]
- 有松地区[25]
- 大高駅前地区[25]
- 名古屋都市計画事業 ささしまライブ24土地区画整理事業

中村区平池町・中川区運河町を中心とする地区を対象とした名古屋市施行の事業。
- 名古屋都市計画事業 下之一色南部土地区画整理事業

中川区下之一色町字三角の一部を対象とした名古屋市施行の事業。
- 豊田土地区画整理事業

施行者名古屋市長の事業として、1962年（昭和37年）に開始された。後述の戦災復興土地区画整理事業の見直しにより計画区域からは除外されたものの、別途計画されたもの。国道247号の拡幅を中心に、新内田橋の架橋、大津町線と国道247号の立体交差、名鉄常滑線の連続立体交差化事業を伴った。
- 大曽根土地区画整理事業

名古屋市長を施行者とする事業で、1963年（昭和38年）に開始された。豊田土地区画整理事業と同じく、戦災復興土地区画整理事業の計画から除外されたものの、別途実施された。国鉄（当時）中央本線立体交差の増改築、名鉄瀬戸線の連続立体交差化事業、国道19号、大曽根駅前広場の整備などを行うものであった。

### 戦災復興土地区画整理事業
名古屋市は市域に多くの軍需工場が所在したことから空襲による多くの被害が出ていた。終戦直後の1945年（昭和20年）9月29日には名古屋市会において「名古屋市再建に関する決議案」を全会一致で決議し、復興に向けての歩みを進めることとなった。その手法として、関東大震災復興において活用され、市内においても既に市域の過半を占めていた土地区画整理を採用することとし、翌月には名古屋市施設局において実務を推進する「計画課」・「整地課」および「復興測量事務所」が設置された。12月30日に「戦災地復興計画基本方針」が閣議決定され、土地の整理を土地区画整理の手法を用いることを基本とする内容で、名古屋市の復興計画を後押しするものであった。翌年6月27日に復興都市計画土地区画整理区域が決定し、8月7日に都市計画事業が告示され、名古屋復興都市計画土地区画整理事業が開始されることとなった。構想は1945年（昭和20年）12月6日付『中部日本新聞』紙面において100メートル幅の道路2本と50メートル幅の道路9本、罹災寺院の墓地を集団移転するなどの案が既に示されており、寺院の協力を取り付けていた。1949年（昭和24年）には政府により全国の計画縮小による早期終結を求めがあったが、この時点で既に約9割の仮換地指定が終了していたため、結果的には求めに沿わずに事業が継続されることとなった。施行区域に関して1949年（昭和24年）5月24日、48工区に分割された。以下に一覧する。
- 千種第1工区[35]

千種区松軒町・鍋屋上野町字清明山・同字七々長・同字西脇・同字柳原の各全域および上野町・萱場町・神田町・北千種町字愛宕前・同字弦月・弦月町・古出来町・下方町・千種町字松軒・同字豊前・同字茂左裏・同字茂左西・茶屋坂通・天満通・仲田本町・鍋屋上野町字東脇・同字前浪・豊年町・都通・若竹町・若水町の各一部、東区弦月町の全域および古出来町・松軒町・新出来町の各一部をその範囲とした。地区の中央部分にあたる北千種町の陸軍省兵器工廠名古屋機器製作所などが所在した一帯について施行地区から除外された。1980年（昭和55年）11月22日処分公告。
- 千種第2工区[35]

千種区内山町・高見町の各全域および池下町・覚王山通・神田町・田代町字蝮ヶ池上・千種町字池田・同字池之内・同字内山・同字北裏・同字北畑・同字西裏・仲田本通・豊年町・都通・若竹町・若水町の各一部をその範囲とした。桜通および錦通の新設を伴った。城東病院の移設およびその跡地を千種駅駅前広場などの整備に資するなどの成果を残している。1980年（昭和55年）11月22日処分公告。
- 千種第3工区[35]

千種区今池町・古井ノ坂町・千石町・高松町・棚田町・千種本町・中道町・吹上本町・宮西町・元古井町の各全域および覚王山通・千種町字馬走・同字瓦前・同字車田・同字五反田・同字下古井・同字塚越・同字西塚・同字野代田・千種通・花田町の各一部、昭和区木市町の全域および阿由知通・車田町・御器所町字木市・同字吹上・鶴舞町・吹上町の各一部をその範囲とした。名古屋刑務所を郊外移転し、吹上公園・吹上ホールの整備を行った。1979年（昭和54年）5月4日処分公告。
- 千種第4工区[35]

平和公園整備を伴う工区。千種区田代町字鹿子殿および名東区猪高町大字猪子石字栂廻間の各一部を範囲とした。1981年（昭和56年）9月19日処分公告。
- 東第1工区[35]

東区神楽町・石町・下竪杉町・杉ノ町・駿河町・中市場町・七曲町・西新町の各全域および上竪杉町・高岳町・東新町・七小町・東片端町・東門前町・久屋町・富士塚町・武平町・南外堀町の各一部、中区小市場町・栄町・新栄町・中市場町・東魚町・久屋町・南外堀町の各一部をその範囲とした。桜通の延伸、名古屋市立冨士中学校新設および名古屋市立東桜小学校拡張、栄公園の新設などが実施された。1976年（昭和51年）1月17日処分公告。
- 東第2工区[35]

東区小川町・萱屋町・舎人町・鍋屋町・東新道町・松山町・宮出町の各全域および相生町・葵町・飯田町・高岳町・竪代官町・東新町・七小町・布池町・東片端町・東門前町・平田町・横代官町の各一部、中区新栄町の各一部をその範囲とした。寺町の墓地が集団移転した敷地を利用し、広幅員の幹線道路の桜通および葵町の新設を実現した。1976年（昭和51年）1月17日処分公告。
- 東第3工区[35]

東区池内本町・石神本町・添地町・豊前町・西裏町・東矢場町の各全域および葵町・赤萩町・石神堂町・板屋町・車道町・車道東町・黒門町・古出来町・松軒町・城番町・新出来町・水筒先町・竪代官町・千種町字池ノ内・同字豊前・筒井町・布池町・東橦木町・東白壁町・東主税町・平田町・前ノ町・山口町・横代官町の各一部、中区新栄町・千郷町の各一部をその範囲とした。当初計画では東第3工区および東第4工区として設定されたが、1949年（昭和24年）の計画見直しにより、戦災に見舞われなかった百人町周辺および手代町・水筒先町付近が除外されたため、東第3工区として再設計した。1981年（昭和56年）9月12日処分公告。
- 東第5工区[35]

東区橦木町・白壁町・主税町・東外堀町の各全域および相生町・赤塚町・飯田町・上竪杉町・清水町・長塀町・西二葉町・東片端町・東橦木町・東白壁町・東主税町・東二葉町・久屋町・富士塚町・武平町・平田町・前ノ町・南外堀町・山口町の各一部、北区深田町の一部、中区南外堀町の一部をその範囲とした。1980年（昭和55年）2月9日処分公告。
- 東第6工区[35]

東区坂上町・長久寺町・芳野町の各全域および赤塚町・大曽根町・清水町・長塀町・八軒家町・東二葉町・東芳野町・森下町・山口町の各一部、北区長久寺町の全域および清水町・杉村町・深田町・船附町の各一部をその範囲とした。1980年（昭和55年）2月9日処分公告。
- 東第7工区[35]

東区徳川町の全域および大曽根町・新出来町・東大曽根町字東沖・同字元屋敷・同字八神・東大曽根町中・東大曽根町南の各一部、北区東大曽根町中の一部をその範囲とした。1981年（昭和56年）9月12日処分公告。
- 東第8工区[35]

東区古出来町・新出来町・大幸町・鍋屋上野町字楠ノ木・東大曽根町字姥ヶ後・東大曽根町東・東大曽根町南・矢田町の各一部、千種区萱場町・古出来町の各一部をその範囲とした。中区金山町に所在した名古屋地方専売局の移転先として準備され、中央本線からの引き込み線の敷地等も併せて整備された。1979年（昭和54年）5月4日処分公告。
- 北第1工区[35]

北区志賀町字勘定寺前・杉村町字金作・同字東光寺・田幡町字西東光寺・同字東東光寺・元柳原町・柳原町の各全域および金作町・金城町・志賀町字蒲生原・清水町・神明町・杉村町字道下・七夕町・田幡町・同字市場屋敷・同字塩藪・中富町・西杉町・深田町・名城町・八坪町の各一部、東区西二葉町の一部、中区南外堀町の一部をその範囲とした。事業終了後には北区清水一丁目・同三丁目から同五丁目・田幡一丁目・金城四丁目・柳原一丁目から同四丁目および東区三の丸四丁目にそれぞれ再編成された。名鉄瀬戸線の軌道移設を伴うほか、名古屋市立八王子中学校の校地確保、名古屋市立清水小学校の校地拡張、清水公園・柳原公園などの公園整備が行われた。1980年（昭和55年）11月22日処分公告。
- 北第2工区[35]

北区東杉町・豆園町の各全域および大杉町・清水町・杉栄町・杉村町・西杉町・深田町・船附町・八坪町の各一部、東区東芳野町の一部をその範囲とした。事業終了後には清水二丁目・大杉一丁目から同三丁目・杉村一丁目・芳野二丁目に再編成された。北第1工区と同様に名鉄瀬戸線の移設を伴うほか、大杉公園・杉村公園などの公園整備が行われた。1980年（昭和55年）11月22日処分公告。
- 北第3工区[35]

北区大曽根町・八軒家町・森下町の各全域および杉栄町・杉村町・東大杉町・東大曽根町上・東大曽根町中・東大曽根町本通の各一部、東区東大曽根町字柳ヶ坪の全域および大曽根町・八軒家町・東大曽根町字元屋敷・同字八神・東大曽根町中・東大曽根町本通・森下町の各一部をその範囲とした。事業終了後には大曽根一丁目から同三丁目および東区東大曽根町に再編成された。1981年（昭和56年）9月19日処分公告。
- 西第1工区[35]

西区橋詰町の全域および明道町・裏塩町・上畠町・江西町・替地町・菊井通・五条町・早苗町・塩町・志摩町・新道町・隅田町・千歳町・那古野町・西菊井町・輪ノ内町の各一部、中村区島崎町の一部をその範囲とした。1978年（昭和53年）10月14日換地処分。
- 西第2工区[35]

西区井桁町・枝郷町・江戸屋町・上浅間町・菊元町・小舟町・下浅間町・浅間町・外田町・南駅町・馬喰町・比米町・奉公人町・北駅町・堀詰町・南鷹匠町・藪下町・六句町の各全域および明道町・裏塩町・上畠町・江川町・江西町・押切町・菊井通・菊ノ尾通・五条町・桜木町・塩町・新道町・隅田町・千歳町・西菊井町・西藪下町・輪ノ内町の各一部、中区長畝町の全域および南外堀町の一部をその範囲とした。1981年（昭和56年）8月22日処分公告。
- 西第3工区[35]

西区北押切町・同字北柳・浄心町・白塀町・天神山町・花ノ木町・柳町の各全域および江川町・江川端町・江川横町・押切町・上名古屋町字西内江・北野町・児玉町・浄心本通・台所町の各一部をその範囲とした。1980年（昭和55年）10月11日処分公告。
- 西第4工区[35]

西区江中町・紙漉町・上仲町・上名古屋町字三股・北鷹匠町・五平蔵町・新屋敷町・数寄屋町・俵町・手木町・泥町・庭町・樋ノ口町・深井町・吹出町・弁天通・堀端町・前ノ川町・山神町の各全域および内江町・江川町・江川端町・江川横町・上名古屋町字西内江・同字弁才・北野町・浄心本通・台所町・西内江町の各一部、北区七夕町・中富町の各一部をその範囲とした。1980年（昭和55年）10月11日処分公告。
- 西第5工区[35]

西区菊井町・則武新町・南押切町字宮部・本塚町の各全域および牛島町・江西町・桜木町・西藪下町・則武町字牛島・同字向江・藤ノ宮通・南押切町・桃ノ木町・米田町・輪ノ内町の各一部をその範囲とした。1981年（昭和56年）4月28日処分公告。
- 中村第1工区[35]

中村区内屋敷町・北禰宜町・下笹島町・蘇鉄町・納屋町・禰宜町・南禰宜町・若狭町の各全域および水主町・上米野町・郷前町・権現通・笹島町・下広井町・太閤通・日置通・平池町・広小路西通・牧野町・同字炭焼の各一部、中川区西日置町字石ヶ坪・同字一畝町田・同字上鵜垂・同字北鵜垂・同字長島・松重町の各一部をその範囲とした。1981年（昭和56年）6月6日処分公告。
- 中村第2工区[35]

中村区上笹島町・米屋町・東柳町・広井町・船入町・堀内町の各全域および笹島町・志摩町・島崎町・西柳町・則武本通・花車町・泥江町・広小路西通・牧野町字炭焼・松原町の各一部、西区牛島町・早苗町・那古野町・則武町字牛島・同字新堀・同字御台所・同字向江・同字輪ノ内・輪ノ内町の各一部をその範囲とした。1977年（昭和52年）10月22日処分公告。
- 中村第3工区[35]

中村区井深町・佐古前町・千原町・鳥居通・藤ノ宮通・本陣通の各一部をその範囲とした。1969年（昭和44年）10月20日処分公告。
- 中村第4工区[35]

中村区竹橋町・椿町の各全域および亀島町・太閤通・鷹羽町・則武町・則武本通・牧野町字四分市の各一部をその範囲とした。1974年（昭和49年）8月10日処分公告。
- 中第1工区[35]

中区朝日町・伊倉町・和泉町・伊勢町・梅枝町・大津町・桶屋町・小田原町・神楽町・蒲焼町・上園町・上長者町・京町・車町・桑名町・木挽町・呉服町・材木町・桜町・七間町・島田町・下園町・下長者町・菅原町・関鍛冶町・園井町・宝町・茶屋町・鶴重町・伝馬町・研屋町・富沢町・長島町・西魚町・西菅原町・西万町・針屋町・東桜町・東袋町・東万町・東本重町・袋町・伏見町・皆戸町・宮町・御幸本町通・本重町の各全域および小市場町・栄町・竪三ツ蔵町・中ノ町・中市場町・東魚町・広小路通・南外堀町の各一部、東区久屋町の一部をその範囲とした。1966年（昭和41年）3月29日処分公告。
- 中第2工区[35]

中区住吉町・鉄砲町・南伊勢町・南呉服町の各全域および入江町・大坂町・栄町・白川町・末広町・竪三ツ蔵町・天王崎町・常盤町・富岡町・中ノ町・西洲崎町・東角町・東洲崎町・日出町・広小路通・南大津通・南鍛冶屋町・南桑名町・南園町・南長島町・南久屋町・南伏見町・門前町・八百屋町・役割町・矢場町・横三ツ蔵町の各一部をその範囲とした。1966年（昭和41年）3月29日処分公告。
- 中第3工区[35]

中区吾妻町・岩井町・鶯谷町・梅園町・永楽町・榎町・音羽町・上堀川町・城代町・天王町・西角町・根津町・花園町・若松町の各全域および岩井通・裏門前町・金沢町・上日置町・上前津町・小林町・白川町・末広町・天王崎町・常盤町・富岡町・西洲崎町・日出町・南大津通・南園町・三輪町・門前町・役割町・矢場町・東角町・東洲崎町の各一部をその範囲とした。1969年（昭和44年）10月20日処分公告。
- 中第4工区[35]

中区池田町・月見町・七曲町・西新町・西松枝町・松島町・松元町・南武平町の各全域および板橋町・大池町・大坂町・上前津町・小林町・栄町・新栄町・東陽町・西川端町・西瓦町・西境町・東川端町・東瓦町・松枝町・丸田町・南大津通・南鍛冶町・南瓦町・南新町・南久屋町・宮出町・三輪町の各一部をその範囲とした。1969年（昭和44年）10月20日処分公告。
- 中第5工区[35]

中区青木町・老松町・王子町・菊里町・車道町・車道東町・下奥田町・千早町・塚越町・鶴舞町・流川町・西塚町・西白山町・白山町・東田町・南小川町・南辰巳町・宮前町・養老町の各全域および板橋町・大池町・御器所町字中古井田・同字西古井田・同字東鶴舞・新栄町・千郷町・千種町字下古井・東陽町・西瓦町・西境町・東瓦町・松枝町・丸田町・南瓦町・南新町・宮出町の各一部をその範囲とした。1977年（昭和52年）10月22日処分公告。
- 中第6工区[35]

中区梅川町・蛭子町・葛町・米浜町・下日置町・下堀川町・橘町・西脇町・旅籠町・東橘町・古郷町・前塚町の各全域および飴屋町・伊勢山町・岩井通・裏門前町・春日町・金沢町・上日置町・上前津町・下茶屋町・下前津町・不二見町・古渡町・門前町の各一部をその範囲とした。1974年（昭和49年）5月10日処分公告。
- 中第7工区[35]

中区東雲町の全域および熱田東町字金山・伊勢山町・金山町・下茶屋町・東古渡町・古沢町・古渡町・正木町の各一部、熱田区熱田東町字宿亀・金山町の各一部をその範囲とした。1977年（昭和52年）5月7日処分公告。
- 中第8工区[35]

中区大井町・長岡町・波寄町・葉場町の各全域および飴屋町・大池町・春日町・金山町・上前津町・御器所町字鳥喰・下前津町・流町・西川端町・東古渡町字長岡・同字向田・不二見町・古沢町・向田町の各一部、熱田区熱田東町字桜田・同字波寄・同字宿亀の各一部をその範囲とした。1974年（昭和49年）5月10日処分公告。
- 中第9工区[35]

中区大清水町・七本松町・三田町・元田町・薮田町の各全域および大池町・御器所町字鳥喰・東川端町の各一部、昭和区御器所町字大清水・同字小針・同字竹戸・同字菱池の各一部をその範囲とした。1969年（昭和44年）10月20日処分公告。
- 昭和第1工区[35]

昭和区池内町・鎌田町・幸楽町・小針町・御器所町字鳥喰・同字向田・桜田町・島西町・白金町・吸場町・福江町・堀江町の各全域および御器所町字小針・桜井町・洲原町・高辻通・鶴舞町・東郊通・山脇町の各一部をその範囲とした。1972年（昭和47年）7月31日処分公告。
- 昭和第2工区[35]

昭和区天池町・円上町・御器所町・同字荒畑・同字登城街道・御所町・島退町・都島町・村田町の各全域および洲原町・滝子通・東郊通の各一部をその範囲とした。1972年（昭和47年）7月31日処分公告。
- 瑞穂第1工区[35]

瑞穂区牛巻町・三本松町・新開町・須田町・花表町・二野町・六ツ野町の各全域および熱田東町字大新開・同字東起・同字丸山・太田町・上坂町・亀城町・雁道町・下坂町・春敲町・惣作町・大喜新町・竹田町・田光町・直来町・船原町・平郷町・宝田町・堀田通・豆田町・御劔町・桃園町・柳ヶ枝町の各一部、昭和区江越町・六ツ野町の各全域および高辻通・滝子通・東郊通の各一部をその範囲とした。東郊耕地整理あるいは瑞穂耕地整理の両事業により耕地整理が行われた地域であり、既に南北の幹線道路である約24メートル幅の東郊通が存在していた。この道路のさらなる拡幅および東西の幹線道路の整備が行われた。計画の原案ではこの工区の東に隣接して存在する住宅地一帯を含んでいたが、前述の1949年（昭和24年）の計画見直しにより除外されることとなった。工区面積は863,014平方メートル。1970年（昭和45年）10月20日処分公告。
- 白川工区[35]

白川公園の整備を中心とした工区。中区入江町・白川町・日出町・南桑名町・南長島町・南伏見町・八百屋町・横三ツ蔵町の各一部を範囲とした。1963年（昭和38年）3月19日処分公告。
- 熱田第1工区[35]

熱田区尾頭町・沢上町・新尾頭町・外土居町・高蔵町・中田町・花町の各全域および金山町・五本松町・沢下町・旗屋町・横田町・夜寒町の各一部、中区東古渡町・古渡町・正木町の各一部をその範囲とした。1980年（昭和55年）7月12日処分公告。
- 熱田第2工区[35]

熱田区熱田東町字沢下・池内町・桜田町の各全域および熱田東町字桜田・金山町・沢下町・波寄町・六ツ野町の各一部、中区御器所町字向田・桜田町の各全域および御器所町字鳥喰・流町・西川端町・向田町の各一部をその範囲とした。1979年（昭和54年）6月2日処分公告。
- 熱田第3工区[35]

熱田区熱田西町字白鳥・同字根山・同字幣懸・玉ノ井町の各全域および五本松町・白鳥町・旗屋町・森後町・横田町・夜寒町の各一部をその範囲とした。1980年（昭和55年）7月12日処分公告。
- 熱田第4工区[35]

熱田区三本松町・花表町・六ツ野町の各一部を範囲とした。1978年（昭和53年）6月24日換地処分公告。大阪砲兵工廠名古屋兵器製作所および日本車輌の工場が所在した地区で、換地処分後の1978年（昭和53年）には神宮東地区特定住宅市街地総合整備促進事業が策定され、翌年から整備が行われた。
- 熱田第5工区[35]

熱田区熱田東町字呼続・市場町・内田町・大瀬子町・木之免町・神戸町・須賀町・田中町・図書町・伝馬町・富江町・中瀬町・羽城町の各全域および白鳥町・新宮坂町・旗屋町・森後町の各一部をその範囲とした。1981年（昭和56年）9月19日処分公告。
- 熱田第6工区[35]

熱田区明野町・千代田町・幡野町・八千代通・柳川町の各全域および熱田西町字五反畑・川並町・西郊通・野立町字海道畔・同字御千代田の各一部、中川区明野町・八熊町字五反田・同字三反田・柳川町の各全域および野立町字海道畔・八熊町字出郷・八熊通・八千代通の各一部をその範囲とした。1978年（昭和53年）6月24日換地処分。
- 熱田第8工区[35]

熱田区千年字裏畑・同字平畑・同字船方の各全域および熱田新田東組字乙一ノ割・一番町・南一番町の各一部、港区熱田新田東組字根走の一部をその範囲とした。1971年（昭和46年）2月9日処分公告。
- 中川第1工区[35]

中川区西日置町・広住町・柳堀町の各全域および運河通・露橋町字北ノ脇・同字桑木島・松重町の各一部、中村区水主町・日置通の各一部をその範囲とした。1980年（昭和55年）5月24日処分公告。
- 中川第2工区[35]

中川区露橋町字北ノ脇・同字東出・童子町・西日置町字南出・西古渡町・同字峰ヶ尻・東出町・松重町の各一部をその範囲とした。1975年（昭和50年）6月20日処分公告。
- 中川第3工区[35]

中川区荒江町・尾頭橋通・小山町・長町・西宮町・畑代町・向町・八島町・八幡町の各全域および石場町・五女子町・西古渡町・同字中島・野立町字海道畔・八熊町字荒江・同字井桁畔・同字大池・同字五反畑・同字小山・同字鳥ノ山・同字津坂・同字出郷・同字寺田・同字長町・同字野畔・同字畑代・同字東脇・同字村東・八熊通・八千代通・八幡本通・横堀町の各一部をその範囲とした。1981年（昭和56年）9月5日処分公告。
- 港第1工区[35]

港区熱田新田東組字根走・熱田前新田字辰巳・港明町・辰巳町・千年字イノ割・同字ハノ割・同字ロノ割・東海通の各一部、熱田区南一番町の一部をその範囲とした。1973年（昭和48年）10月19日処分公告。
- 港第2工区[35]

港区港楽町の全域および熱田前新田字辰巳・磯端町・稲荷町・港陽町・高砂町・千年字ハノ割・千鳥町・中川町・宝来町・真砂町・港本町・名港通・元町の各一部をその範囲とした。1973年（昭和48年）10月19日処分公告。

### 戦前・旧法での事業
| 事業名                   | 施行者                                                     | 所在地       | 実施年 | 備考 |
| ------------------------ | ---------------------------------------------------------- | ------------ | ------ | ---- |
| 八事土地区画整理事業     | 八事土地区画整理組合・都市計画愛知地方委員会               | 昭和区       | 1925年 |      |
| 栄生土地区画整理事業     | 栄生土地区画整理組合・都市計画愛知地方委員会               | 中村区・西区 | 1925年 |      |
| 北押切土地区画整理事業   | 北押切土地区画整理組合・都市計画愛知地方委員会             | 西区         | 1926年 |      |
| 田幡土地区画整理事業     | 田幡土地区画整理組合・都市計画愛知地方委員会               | 北区         | 1926年 |      |
| 惟信土地区画整理事業     | 惟信土地建物・惟信土地区画整理組合・都市計画愛知地方委員会 | 港区         | 1926年 |      |
| 音聞山土地区画整理事業   | 音聞山土地区画整理組合・都市計画愛知地方委員会             | 天白区       | 1927年 |      |
| 石川土地区画整理事業     | 石川土地区画整理組合・都市計画愛知地方委員会               | 瑞穂区       | 1927年 |      |
| 新屋敷土地区画整理事業   | 新屋敷土地区画整理組合・都市計画愛知地方委員会             | 南区         | 1927年 |      |
| 東宿土地区画整理事業     | 東宿土地区画整理組合・都市計画愛知地方委員会               | 中村区       | 1927年 |      |
| 西志賀土地区画整理事業   | 西志賀土地区画整理組合・都市計画愛知地方委員会             | 北区         | 1927年 |      |
| 名西土地区画整理事業     | 名西土地区画整理組合・都市計画愛知地方委員会               | 中村区       | 1927年 |      |
| 笠寺土地区画整理事業     | 笠寺土地区画整理組合・都市計画愛知地方委員会               | 南区         | 1927年 |      |
| 中村土地区画整理事業     | 中村土地区画整理組合・都市計画愛知地方委員会               | 中村区       | 1928年 |      |
| 上名古屋土地区画整理事業 | 上名古屋土地区画整理組合・都市計画愛知地方委員会           | 西区         | 1928年 |      |
| 名塚土地区画整理事業     | 名塚土地区画整理組合・都市計画愛知地方委員会               | 西区         | 1928年 |      |
| 下山土地区画整理事業     | 下山土地区画整理組合・都市計画愛知地方委員会               | 瑞穂区       | 1929年 |      |
| 東千種土地区画整理事業   | 東千種土地区画整理組合・都市計画愛知地方委員会             | 千種区       | 1929年 |      |
| 田代土地区画整理事業     | 田代土地区画整理組合・都市計画愛知地方委員会               | 千種区       | 1929年 |      |
| 日比津土地区画整理事業   | 日比津土地区画整理組合・都市計画愛知地方委員会             | 中村区       | 1929年 |      |
| 稲葉地土地区画整理事業   | 稲葉地土地区画整理組合・都市計画愛知地方委員会             | 中村区       | 1930年 |      |
| 南濱土地区画整理事業     | 南浜土地区画整理組合・都市計画愛知地方委員会               | 瑞穂区       | 1930年 |      |

## 耕地整理事業によるもの
| 事業名                 | 施行者                                             | 所在地         | 実施年                                   | 備考 |
| ---------------------- | -------------------------------------------------- | -------------- | ---------------------------------------- | ---- |
| 東郊耕地整理           | 東郊耕地整理組合・都市計画愛知地方委員会・東郊住宅 | 昭和区・瑞穂区 | 1期1912年, 2期1921年, 3期1927年 - 1934年 |      |
| 杉村町東杉耕地整理事業 | 杉村町東杉耕地整理組合・都市計画愛知地方委員会     | 北区           | 1912年                                   |      |
| 江西耕地整理事業       | 江西耕地整理組合・都市計画愛知地方委員会           | 西区           | 1912年                                   |      |
| 東熱田北部耕地整理事業 | 東熱田北部耕地整理組合・都市計画愛知地方委員会     | 熱田区         | 1916年                                   |      |
| 千種西部耕地整理事業   | 千種西部耕地整理組合・都市計画愛知地方委員会       | 千種区         | 1918年                                   |      |
| 阿由知耕地整理事業     | 阿由知耕地整理組合・都市計画愛知地方委員会         | 昭和区         | 1区 - 4区、1920年 - 1926年 - 1937年      |      |
| 中須耕地整理事業       | 中須耕地整理組合・都市計画愛知地方委員会           | 中川区         | 1921年                                   |      |
| 千種耕地整理事業       | 千種耕地整理組合・都市計画愛知地方委員会           | 千種区         | 1921年 - 1935年                          |      |
| 八事耕地整理事業       | 八事耕地整理組合・都市計画愛知地方委員会           | 昭和区・瑞穂区 | 1922年→八事土地区画整理事業（1924年）    |      |
| 呼続耕地整理事業       | 呼続耕地整理組合・都市計画愛知地方委員会           | 南区           | 1922年                                   |      |
| 櫻田耕地整理事業       | 桜田耕地整理組合・都市計画愛知地方委員会           | 南区           | 1923年                                   |      |
| 則武耕地整理事業       | 則武耕地整理組合・都市計画愛知地方委員会           | 中村区         | 1923年 - 1944年                          |      |
| 旭耕地整理事業         | 旭耕地整理組合・都市計画愛知地方委員会             | 中村区         | 1923年                                   |      |
| 東起耕地整理事業       | 東起耕地整理組合・都市計画愛知地方委員会           | 中川区         | 1923年                                   |      |
| 枇杷島耕地整理事業     | 枇杷島耕地整理組合・都市計画愛知地方委員会         | 西区           | 1923年                                   |      |
| 瑞穂耕地整理事業       | 瑞穂耕地整理組合・都市計画愛知地方委員会           | 瑞穂区         | 1923年 - 1945年                          |      |
| 露橋耕地整理           |                                                    |                | 1924年 - 1929年                          |      |
| 南山耕地整理事業       | 南山耕地整理組合・都市計画愛知地方委員会           | 昭和区・瑞穂区 | 1925年 - 1930年                          |      |
| 光音寺耕地整理事業     | 光音寺耕地整理組合・都市計画愛知地方委員会         | 北区           | 1925年                                   |      |
| 稲生耕地整理事業       | 稲生耕地整理組合・都市計画愛知地方委員会           | 西区           | 1925年                                   |      |
| 下中耕地整理事業       | 下中耕地整理組合・都市計画愛知地方委員会           | 中村区         | 1925年                                   |      |
| 広路耕地整理事業       | 広路耕地整理組合・都市計画愛知地方委員会           | 昭和区         | 1927年 - 1938年                          |      |
| 城北耕地整理事業       | 城北耕地整理組合・都市計画愛知地方委員会           | 北区           | 1927年 - 1940年                          |      |
| 川中耕地整理           |                                                    |                | 1930年 - 1962年                          |      |
| 城東耕地整理           |                                                    |                |                                          |      |
| 広小路耕地整理         |                                                    |                |                                          |      |
| 東進耕地整理           |                                                    |                |                                          |      |
| 南郊耕地整理           |                                                    |                |                                          |      |
| 名古屋八寺耕地整理     |                                                    |                |                                          |      |

名古屋市で耕地整理は27、その間の区画整理も1934年までに59行われた
- 江西耕地整理

1912年（明治45年）西区江西町において設立された江西耕地整理組合による事業。
- 城北耕地整理

1927年（昭和2年）8月29日組合設立。面積1,144,717平方メートル。換地処分は1940年（昭和15年）4月18日、1944年（昭和19年）3月31日組合解散。